# Biharamulo
Biharamulo Mjini (Mjini in swahili significa città) è una circoscrizione (mixed ward) della Tanzania situata nel distretto di Biharamulo, regione del Kagera. Conta una popolazione di 27 439 abitanti (censimento 2022).

## Infrastrutture e trasporti
La cittadina è dotata di un piccolo aeroporto, codice ICAO HTBH, la pista è lunga 935 m ed è situata ad un'altitudine di circa 1440 m s.l.m.